# Yoon-Sun Park
Pour les articles homonymes, voir Park, Sun et Yoon (homonymie).
Dans ce nom coréen, le nom de famille, Yoon-Sun, précède le nom personnel.
Yoon-Sun Park est une autrice de bande dessinée, illustratrice et traductrice sud-coréenne née le 16 juin 1980 à Séoul.

## Biographie
Yoon-Sun Park suit des études de design visuel pendant quatre ans à l'université nationale de Séoul avant de commencer une carrière d'illustratrice,. Elle travaille d'abord pour un magazine puis elle réalise un recueil de courts récits, La porte de la nuit s’entrouvre, pour Saï Comics. En 2008, elle entre en résidence à la maison des auteurs d'Angoulême, où elle prépare ce qui deviendra Sous l'eau, l'obscurité (éd. Sarbacane), un album paru en 2011 sur une enfant sud-coréenne à Séoul et qui peine à trouver sa place. 
Elle collabore ensuite avec les éditions Misma pour plusieurs ouvrages : L'Aventure de l'homme-chien (2013), un récit à tonalité humoristique. Dans la même veine paraît, l'année suivante, Le Jardin de Mimi. En auto-édition, elle publie le diptyque En Corée (2014) et En France (2015), des narrations « très personnelles » ; l'ensemble est réédité par Misma en 2017 sous le titre En Corée.
Elle livre en 2018 une adaptation d'un célèbre récit avec Hong Kiltong, le « Robin des Bois coréen qui se moque des notables », de Heo Gyun. Cette adaptation est décrite comme « joyeuse et débridée » ; Télérama y voit « une relecture d'un classique plus que vivifiante et totalement dépaysante ». L'album figure dans la sélection jeunesse au festival d'Angoulême 2019.
En 2016, pour les éditions Cornélius, elle traduit du coréen Mauvaises filles, d'Ancco. S'associant avec Lucas Méthé, elle traduit pour Misma (2020) Détective Kahn, création de Min-Seok Ha. Sur un scénario de Thomas Gosselin, elle dessine L'Espacée, publié en 2018 aux éditions Vide Cocagne.
À partir de 2016, elle publie, toujours chez Misma, la série sur le Club des chats, des récits humoristiques, dont le deuxième volume figure dans la sélection du festival d'Angoulême 2020 dans la catégorie jeunesse et fait en même temps l'objet d'une exposition à Angoulême. Un troisième volume est publié en 2021. En 2020, elle entre de nouveau en résidence artistique à Angoulême.
En 2023 est publiée sa bande dessinée jeunesse L'incroyable mademoiselle Bang !. Selon Télérama, « Inspiré d’un court roman coréen du XIXᵉ siècle, l’album conte les aventures de mademoiselle Bang, qui n’a jamais voulu être ni éduquée ni même considérée comme une femme
 », et dans lequel
« se cache un humour loufoque et des clins d’œil facétieux, en plus d’un rare sens du comique de situation et de dialogues délicieusement anachroniques ».

## Œuvres

### Bande dessinée
- En coréen : La porte de la nuit s’entrouvre, Saï Comics, 2008 (interdit en France)[2]
- Sous l'eau, l'obscurité, éd. Sarbacane, 2011  (ISBN 9782848654454)
- L'Aventure de l'homme-chien, éd. Misma, 2013  (ISBN 9782916254265)
- En Corée, autoédition, 2014  (ISBN 9782916254579) - réédité par Misma en 2017
- Le Jardin de Mimi, Misma, 2014  (ISBN 9782916254388)
- En France, autoédition, 2015  (ISBN 978-2-9549608-1-4)
- Le Club des chats, Misma, 2016  (ISBN 9782916254494) (BNF 45022276)
- Les Aventures de Hong Kiltong, adapté du roman de Heo Gyun, Misma, 2018  (ISBN 9782916254647)
- L'Espacée (dessin), avec Thomas Gosselin (scénario), Vide Cocagne, coll. « Alimentation générale », 2018  (ISBN 9791090425972)
- Le club des chats casse la baraque !, Misma, 2019  (ISBN 9782916254715)
- Où est le club des chats , Misma, 2021
- Boubou et ses amis, Biscoto, 2022
- L'incroyable mademoiselle Bang !, Dupuis, 2023
- Le bébé du club des chats , Misma, 2023  (ISBN 978-2-494740-01-3)

### Traductions
- Mauvaises filles, d'Ancco, éd. Cornélius, 2016
- Détective Kahn, de Min-Seok Ha, avec Lucas Méthé, éd. Misma, 2020

## Prix et distinctions
- Sélection jeunesse au festival d'Angoulême 2019[11] pour Hong Kiltong
- Sélection jeunesse au festival d'Angoulême 2020[16] pour Le club des chats casse la baraque !
- Sélection « Pépite » 2021 du Salon du livre et de la presse jeunesse[18], catégorie Bande dessinée, pour Où est le club des chats ?
- Sélection jeunesse du Festival d'Angoulême 2023 pour Boubou et ses amis
- Fauve jeunesse au festival d'Angoulême 2024 pour L'incroyable Mademoiselle Bang, éditions Les Ondines-Dupuis